# Alexei Nikolajewitsch Rudoi

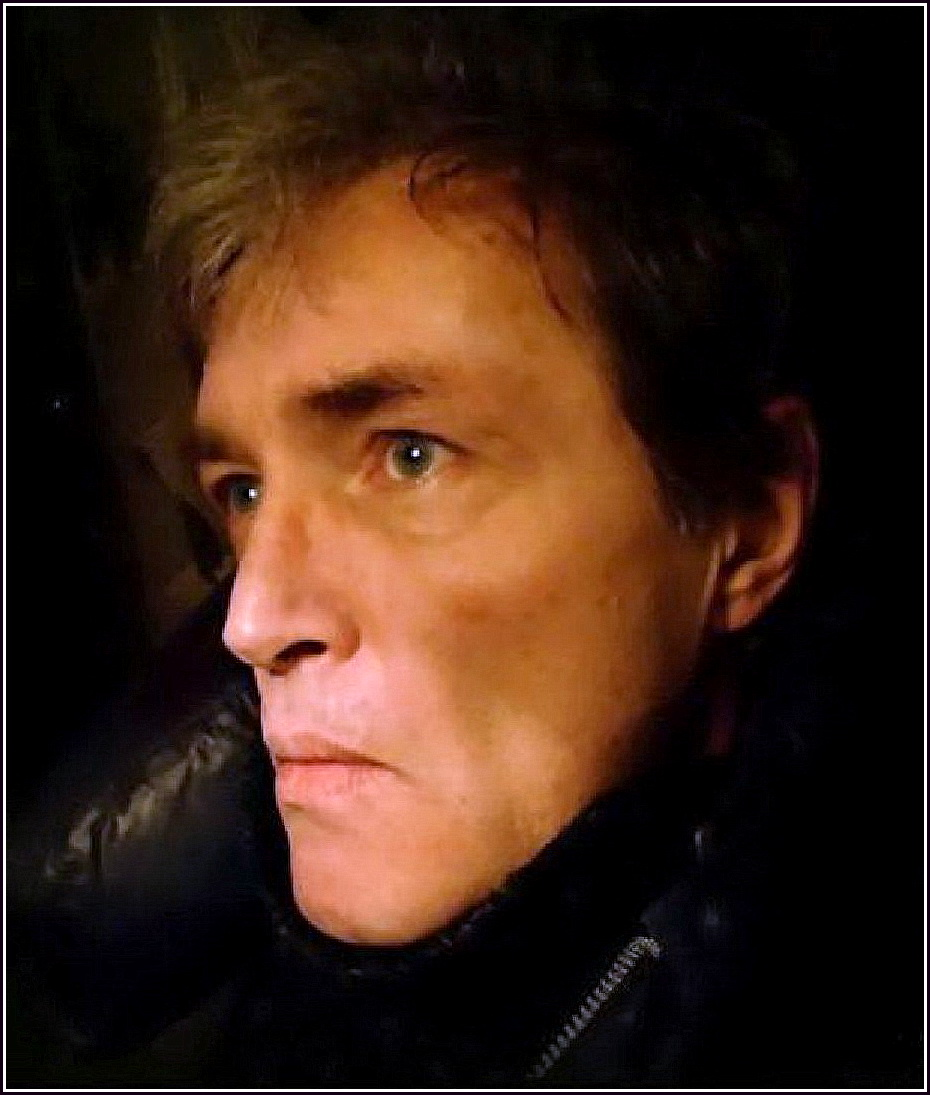
Alexei N. Rudoi

Alexei Nikolajewitsch Rudoi (russisch Алексе́й Никола́евич Рудо́й Alekseĭ Nikolaevich Rudoĭ) (* 19. August 1952 in Tomsk, UdSSR; † 22. November 2018 in Tomsk, Russland) war ein russischer Geograph und Professor für Geologie und Geomorphologie an der Staatlichen Universität Tomsk.

## Leben und Werk
Rudoi studierte Geographie an der Staatlichen Universität Tomsk, wo er 1995 promoviert wurde. Der Schwerpunkt seiner wissenschaftlichen Arbeit lag auf dem Gebiet der Paläohydrologie und der Glaziologie, etwa der Altai-Flut. Rudoi war unter anderem Mitglied der Russischen Geographischen Gesellschaft.

## Schriften (Auswahl)
- Mountain Ice-dammed Lakes of Southern Siberia and their Influence on the Development and Regime of the Intracontinental Runoff Systems of North Asia in the Late Pleistocene. In: Global continental palaeohydrology. Palaeohydrology and environmental change. Wiley, Chichester / New York 1998, ISBN 0-471-98465-5, S. 215–234 (englisch).
- Glacier-dammed lakes and geological work of glacial superfloods in the Late Pleistocene, Southern Siberia, Altai Mountains. In: Quaternary International. Band 87, Nr. 1, 2002, ISSN 1040-6182, S. 119–140, doi:10.1016/S1040-6182(01)00066-0.
- Гигантская рябь течения: (история исследований, диагностика и палеогеографическое значение) – Gigantskai︠a︡ ri︠a︡bʹ techenii︠a︡ : (istorii︠a︡ issledovaniĭ, diagnostika i paleogeograficheskoe znachenie). Staatliche Universität, Tomsk 2005, ISBN 5-89428-195-4 (russisch, englisch). Titel in etwa: Riesige Flusswellen: (Geschichte der Forschung, Diagnostik und paläogeographische Bedeutung).